# ヒューマン・トーチ
ヒューマン・トーチ（Human Torch）、もしくはジョナサン・ローウェル・スペンサー・"ジョニー"・ストーム（Jonathan Lowell Spencer "Johnny" Storm）は、マーベル・コミックの作品に登場する架空の人物、スーパーヒーローである。スーパーヒーローチームのファンタスティック・フォーであり、スタン・リーとジャック・カービーによって創造され、『ファンタスティック・フォー』#1（1961年11月）で初登場した。マーベル・コミックの前身のタイムリー・コミックスに登場した同じ能力を持った同名のキャラクターは別人である。
ファンタスティック・フォーの他のメンバーと同じく宇宙線を浴びたことで特殊能力を得ており、彼のは自分の身体を炎で纏い、空を飛び、熱を吸収、意のままに近くの炎を操るというものである。チームで最も若いメンバーであり、インビジブル・ウーマンは実姉、ミスター・ファンタスティックはその夫で彼の義兄、シングは喧嘩仲間である。チームメンバー以外では年齢が近いスパイダーマンと仲が良く、手を組んで戦うことも多い。

## 出版上の歴史
ヒューマン・トーチはスタン・リーとジャック・カービーにより創造され、『ファンタスティック・フォー』#1（1961年11月）で初登場した。

## 作中の歴史
ジョニー・ストームはニューヨークで育ち、母を自動車事故で亡くした。その際、父親のフランクリン・ストームは無傷で逃げ延びた。フランクリンはその後酒浸りとなり、破産し、借金取りを殺して投獄されたため、ジョニーは実姉のスー・ストームに育てられた。
16歳の時、ジョニーは姉とその婚約者のリード・リチャーズと共に宇宙飛行に参加するが、そこで3人と宇宙パイロットのベン・グリムは宇宙線を浴びて超能力を手に入れ、地上に戻ってからはスーパーヒーローチームファンタスティック・フォーを結成した。ジョニーが得たのは飛行能力と自身の体を発火させ、炎を操るというものであり、同じ力を持っていた第二次世界大戦期の同名のヒーローにちなんでヒューマン・トーチと名乗るようになった。
高校卒業後、ジョニーはニューヨークのメトロ・カレッジに入学し、そこでルームメイトとなったワイアット・ウイングフットと友人となった。その後すぐ、彼とファンタスティック・フォーはギャラクタスとシルバーサーファーと初めて遭遇した。ワイアットはジョニーやファンタスティック・フォーと共にアフリカのワカンダを旅行し、そこでブラックパンサーと出会い、クロウを倒す手助けをした。また彼は、初代ヒューマン・トーチとも会った。さらにこの頃、若きインヒューマンであるクリスタルと出会った。ジョニーは彼女に一目惚れし、そして彼はファンタスティック・フォーと共にクリスタルが狂ったインヒューマンの王子マキシマムを倒す手助けをする。彼らは情熱的な恋愛をしたが、長くは続かず、クリスタルはアッチランの街に戻った後にマグニートーの息子のクイックシルバーと結婚し、子供をもうけた。メトロ大Uを辞めた後もジョニーとワイアットの友人関係は続き、彼はしばしばファンタスティック・フォーの冒険に参加し、後にシー・ハルクと恋愛関係になった。
ジョニーは結局アリシア・マスターズ（実際はスクラルのライジャの変装）と恋愛関係となり、最終的に結婚した。 それから間もなく、ジョニーは「アリシア」の正体に気づき、ライジャが彼の子を妊娠していたことを知った。彼はその後、ライジャが表面上死亡したのを目撃し、そしてスクラルから本物のアリシアを救出した。
2006-2007年の「シビル・ウォー」事件で、スーパーヒューマン登録法を巡ってスーパーパワー保有者たちは賛成反対派に分かれ、ジョニーと姉のスーザンはレジスタンス組織の「シークレットアベンジャーズ」に入った。その後の「シークレット・インベージョン」事件の際、ジョニーはライジャと再会した。
「スリー」展開で、ヒューマン・トーチはネガティヴ・ゾーンでのエイリアンの大軍との戦闘により死亡した。トーチの要望により、スパイダーマンが彼の代わりファンタスティック・フォーに入った。

## 能力
「フレイム・オン」の掛け声と共に全身に炎を纏った姿に変身する。この状態で超高熱の炎を自在に操り、両手から炎を放射する、火球を飛ばす、空を飛ぶなどが可能。

## 他のメディア

### テレビ
- ジョニーは1967年の『宇宙忍者ゴームズ』でレギュラー登場し、ジャック・フランダースが声を担当した。日本語版ではファイヤーボーイという名前で、前川功人が声を担当した。

- 1978年のシリーズではジョニーは登場せず、代わりにH.E.R.B.I.E.に置き換えられた。

- 1994-1995年の『ファンタスティック・フォー』（Fantastic Four）でヒューマン・トーチが登場し、第1シーズンでブライアン・オースティン・グリーン、第2シーズンではクイントン・フリンが声を担当した。日本語吹き替え版は武藤正史が声を担当した。

- 1990年の『スパイダーマン』のシークレット・ウォーズのエピソードでファンタスティック・フォーの仲間と共に登場した。声はクリントン・フリンが声を担当した。

- 2006年のFantastic Four: World's Greatest Heroesrでのジョニーはクリストファー・ジャコットが声を担当した。

- The Super Hero Squad Showにヒューマン・トーチが登場し、声はトラヴィス・ウィリンが担当した[28]。

- 『アベンジャーズ 地球最強のヒーロー』のエピソード『いにしえの冬の小箱』（原題："The Casket of Ancient Winters"）でヒューマン・トーチが登場する。

- 2012年のテレビアニメ『アルティメット・スパイダーマン』にヒューマン・トーチが登場し、声はデビッド・カウフマンが担当した。

### 実写映画版

#### 20世紀フォックス版
演 - クリス・エヴァンス、日本語吹替 - 神奈延年（ソフト版）/松風雅也（日本テレビ版）
- 登場作品
  - 『ファンタスティック・フォー ［超能力ユニット］』
  - 『ファンタスティック・フォー:銀河の危機』

映画での彼は20代でインテリジェントであり、またスポーツを愛し、傲慢な性格である。シルバーサーファー襲撃事件ではジョニーは姉の結婚式に参加していたところ、シルバーサーファーに邪魔されたために追跡し、敗れた。彼はサーファーに接触したことにより、仲間の能力を借りることができるようになった。2024年の『マーベル・シネマティック・ユニバース』の一環である『デッドプール&ウルヴァリン』でも再登場。

#### リブート版
演 - マイケル・B・ジョーダン、日本語吹替 - 櫻井トオル
2015年にリブートされた映画『ファンタスティック・フォー』におけるバージョン。

#### MCU版
演 - ジョセフ・クイン、日本語吹替 - 林勇
マーベル・シネマティック・ユニバース（MCU）版におけるバージョン。
- 登場作品
  - 『ファンタスティック4:ファースト・ステップ』
  - 『アベンジャーズ/ドゥームズデイ』

### コンピュータゲーム
- ゲームボーイとプレイステーション2のThe Amazing Spider-Man 2でヒューマン・トーチがゲスト出演する。

- スーパーファミコンとメガドライブのSpider-Man and Venom: Maximum Carnageでヒューマン・トーチは他のファンタスティック・フォーの仲間と共にカメオ出演した。

- スーパーファミコンの『スパイダーマン』でファンタスティック・フォーのメンバーのひとりとしてヒューマン・トーチが登場した。

- 2000年のSpider-Manでダラン・ノリスの声でヒューマン・トーチが登場した。

- 2005年に映画と合わせて発売された Fantastic Fourではプレイヤーキャラクターとして登場した。声は映画と同じくクリス・エヴァンスである。しかし2007年のFantastic Four: Rise of the Silver Surfer の声はマイケル・ブロドリックであった。

- 2005年のUltimate Spider-Manではデビッド・カウフマンの声でアルティメット版のヒューマン・トーチが登場した。

- エレクトロニック・アーツ開発のMarvel Nemesis: Rise of the Imperfectsではカービー・モローの声でプレイヤーキャラクターとしてヒューマン・トーチが登場した。

- 『MARVEL ULTIMATE ALLIANCE』ではジョシュ・キートン声でプレイヤーキャラクターとしてヒューマン・トーチが登場した[29]。

- 『LEGO マーベル スーパー・ヒーローズ ザ・ゲーム』ではファンタスティック・フォーのメンバー全員がプレイヤーキャラクターとして登場した。

### ラジオ
- 1975年にビル・マーレイがラジオ版『ファンタスティック・フォー』でジョニー・ストームを演じた。番組は13週続いた[30]。

## 評価
Wizard誌によるもっとも偉大なコミックキャラクターランキングでは90位となった。また、IGNによる偉大なコミックヒーローランキングでは46位となった。